# Marie Vialle
Pour les articles homonymes, voir Vialle.
Marie Vialle est une actrice française.

## Biographie
- 1992-1994 : école de la rue Blanche-Ensatt, avec Redjep Mitrovitsa, Jacques Kraemer et Aurélien Recoing,
- 1994-1997 : Conservatoire national supérieur d’art dramatique de Paris avec comme professeurs Daniel Mesguich, Philippe Adrien et Jacques Nichet[1].

Elle pratique également le violoncelle et le chant.

## Filmographie

### Cinéma

#### Longs métrages
- 1996 : Le Cri de Tarzan de Thomas Bardinet : Lucie
- 1998 : Julie est amoureuse de Vincent Dietschy : Julie
- 1999 : Le Vent de la nuit de Philippe Garrel : la jeune femme dans l'escalier
- 2000 : La Parenthèse enchantée de Michel Spinosa : Juliette, l'amie d'Alice
- 2005 : Avant l'oubli d'Augustin Burger : Marie-Louise
- 2006 : Je me fais rare de Dante Desarthe : l'actrice
- 2008 : Baby blues de Diane Bertrand
- 2008 : Les Inséparables de Christine Dory : Sandra
- 2019 : Ulysse et Mona de Sébastien Betbeder : Alice
- 2025 : Les Musiciens de Grégory Magne : Lise Carvalho

#### Courts métrages
- 1998 : La Plage de Joseph Morder
- 2004 : Breakfast de Pierre Dugowson
- 2009 : Te revoilà, Vladimir ! d'Anne Benhaïem
- 2010 : Si j'étais un arbre de Sandra Beltrao : Sophie
- 2013 : La Trilogie française de Philippe Terrier-Hermann

### Télévision
- 1996 : L'Histoire du samedi (collection), épisode Un amour impossible de Patrick Volson : Aurore

## Théâtre
- 2000 : L'Amour de Phèdre de Sarah Kane, mise en scène Renaud Cojo, Théâtre de la Bastille
- 2007 : Le Songe d’une nuit d’été de William Shakespeare, mise en scène Jean-Michel Rabeux, MC93 Bobigny
- 2010 : Les Fausses Confidences de Marivaux, mise en scène Didier Bezace, Théâtre de la Commune, Théâtre des Célestins, MC2, La Criée, tournée
- 2012 : Oncle Vania d'Anton Tchekhov, mise en scène Alain Françon, Théâtre Nanterre-Amandiers, Théâtre de la Manufacture, Le Phénix, tournée
- 2013 : La Double mort de l’horloger d'Ödön von Horváth, mise en scène André Engel, Théâtre national de Chaillot
- 2015 : Ivanov d'Anton Tchekhov, mise en scène Luc Bondy, Théâtre de l'Odéon
- 2015 : Princesse Vieille Reine de Pascal Quignard, mise en scène Marie Vialle, Théâtre du Rond-Point
- 2016 : Dom Juan de Molière, mise en scène Jean-François Sivadier, Théâtre national de Strasbourg
- 2019 : Le Misanthrope de Molière, mise en scène Alain Françon, Théâtre de la Ville
- 2021-2022 : Skylight de David Hare, mise en scène Claudia Stavisky, Théâtre des Célestins, tournée, Théâtre du Rond-Point
- 2022 : Quadrille de Sacha Guitry, mise en scène Jean-Romain Vesperini, Théâtre Montansier
- 2025 : Le Mariage de Figaro de Pierre-Augustin Caron de Beaumarchais, mise en scène Léna Bréban, La Scala Provence et Paris